# George Reynolds
George Reynolds (23 novembre 1947) è un ex cestista statunitense, professionista nella NBA.

## Carriera
Venne selezionato dai Detroit Pistons al nono giro del Draft NBA 1969 (117ª scelta assoluta).